# Kowala (Powiat Radomski)
Kowala ist ein Dorf sowie Sitz der gleichnamigen Landgemeinde im Powiat Radomski der Woiwodschaft Masowien, Polen.

## Gemeinde
Zur Landgemeinde Kowala gehören folgende 18 Ortschaften mit einem Schulzenamt:
Augustów
Bardzice
Dąbrówka Zabłotnia
Grabina
Huta Mazowszańska
Kończyce-Kolonia
Kosów
Kotarwice
Kowala
Ludwinów
Maliszów
Mazowszany
Młodocin Mniejszy
Parznice
Romanów
Rożki
Ruda Mała
Trablice
Weitere Orte der Gemeinde sind Błonie, Bukowiec, Ciborów, Huta Dolna, Józefów, Osiek, Pelagiów, Walentynów und Zabierzów.

## Verkehr
Im Gemeindegebiet liegt der Bahnhof Rożki der Bahnstrecke Warszawa–Kraków, des Weiteren der Haltepunkt Ruda Wielka, der allerdings nach dem Dorf Ruda Wielka der Nachbargemeinde Wierzbica benannt ist.